# Kapuskasing

Kapuskasing é um município canadense localizada no Distrito de Cochrane no norte da província de Ontário. Sua população, segundo  o censo de 2001, era de 9.238 habitantes.